# Joe Spinell
Joe Spinell (New York, 28 ottobre 1936 – New York, 13 gennaio 1989) è stato un attore statunitense.
Apparso in molti film negli anni '70 e '80, ha anche partecipato a produzioni on Broadway  e off-Broadway. 
Ha interpretato parti minori in molti film tra i più importanti degli anni '70, come Il padrino del 1972 e Il padrino - Parte II del 1974, Rocky del 1976, Rocky II del 1979, Taxi Driver del 1976, Il salario della paura del 1977 e Cruising del 1980. 
Fino alla sua scomparsa, avvenuta nel 1989, Spinell ha avuto una carriera che spaziava da piccole parti a importanti ruoli di supporto. Ha inoltre interpretato ruoli da protagonista in film horror, condividendo anche lo schermo con l'attrice Caroline Munro.

## Biografia

### Infanzia
Joe Spinell, pseudonimo di Joseph Anthony Spinelli Spagnuolo, nacque a Little Italy, Manhattan, ultimogenito di sei figli di una coppia di immigrati italiani. E' lontano cugino di Steve Spagnuolo. Suo padre, Pelegrino Spagnuolo (1892–1950), morì a causa di disfunzioni al fegato ed ai reni. Sua madre, Filomena Spagnuolo (1903-1987), intraprese la carriera di attrice e recitò anche a fianco del figlio. Spinell incorse in problemi legati alla tossicodipendenza e all'alcolismo; soffrì inoltre di emofilia e asma cronica. Spinell nacque nell'appartamento della sua famiglia sulla Second Avenue in Kips Bay, Manhattan, un'area che al tempo ospitava oltre 10.000 italo americani. Pochi anni dopo la morte del padre, Joe si trasferì a Woodside, nel Queens, dove continuò a vivere a più riprese per il resto della sua vita. Nella metà degli anni 70, quando viveva in California, risiedeva in un appartamento presso il complesso Oakwood Apartments vicino Toluca Lake situato sulla Barham Boulevard. Durante la sua carriera era noto per i suoi abusi intermittenti di alcol e droghe, specialmente durante i periodi in cui era disoccupato.

### Carriera

#### Inizi e gli anni '70
A causa della sua grande struttura e del suo aspetto imponente, Spinell è stato spesso scelto per interpretare criminali, delinquenti o agenti di polizia corrotti. Da adolescente e giovane adulto, Spinell ha recitato in vari spettacoli teatrali, sia a Broadway che Off-Broadway.
Nel 1971 ha ottenuto il suo primo ruolo cinematografico in una piccola parte nel ruolo del sicario mafioso Willi Cicci che lavora per la famiglia criminale Corleone nel film Il padrino, diretto da Francis Ford Coppola. Che divenne il film dal più alto incasso del 1972 ed uno dei film con maggiori incassi nella storia del cinema. Il film vinse il Premio Oscar per il miglior film, il miglior attore e la migliore sceneggiatura non originale, oltre ad altre nomination. Spinell era talmente apprezzato da Coppola che gli chiese di partecipare a molte più riprese del film di quanto fosse necessario, per le quali veniva pagato con la tariffa giornaliera di attore anche se non appariva nelle scene del giorno.
Nel 1973, recitò nel film di Aram Avakian Se ci provi... io ci sto! e nel film di Philip D'Antoni Squadra speciale.
Nel 1974, Spinell riprese il ruolo di Willi Cicci ne Il padrino - Parte II, dove Cicci lavora ancora per la famiglia criminale Corleone, ma è stato promosso da "soldato" a guardia del corpo personale di Frank Pentangeli (Michael V. Gazzo). Il film è stato candidato a undici Premi Oscar ed è stato il primo sequel a vincere l'Oscar al miglior film. È stato il film di maggior incasso della Paramount Pictures del 1974 ed è stato il quinto film di maggior incasso in Nord America in quell'anno. Spinell avrebbe dovuto riprendere il suo ruolo di Willi Cicci in Il padrino - Parte III (1990), ma morì prima dell'inizio delle riprese.
Nel 1975 ha recitato nel film di Frank Perry Rancho Deluxe, in Strike Force di Barry Shear, in Marlowe, il poliziotto privato di Dick Richards e nel film di Thomas McGuane Novantadue gradi all'ombra.
Nel 1976 partecipò al film di Paul Mazursky Stop a Greenwich Village, al film di Martin Scorsese Taxi Driver, e al film di Bob Rafelson Il gigante della strada. Quello stesso anno ottenne il ruolo dello strozzino Gazzo in Rocky, film che incassò oltre $225 milioni globalmente, diventando il film di maggiore incasso del 1976, ottenendo tre premi Oscar.
Nel 1977 recitò in Il salario della paura, un thriller adattamento del film francese Vite vendute diretto da William Friedkin.
Nel 1978 recitò in Nunzio di Paul Williams, ne Un mercoledì da leoni di John Milius, in Taverna Paradiso di Sylvester Stallone, ed in The One Man Jury. Ha anche recitato come antagonista nella space opera italiana di Luigi Cozzi Scontri stellari oltre la terza dimensione, al fianco di Caroline Munro e Marjoe Gortner.
Nel 1979 recitò in Il segno degli Hannan di Jonathan Demme, e in Rebus per un assassinio di William Richert. Quello stesso anno Spinell riprende anche il ruolo dello strozzino Gazzo in Rocky II questa volta diretto da Sylvester Stallone. Rocky II si attestò tra i tre film di maggiore incasso del 1979 sia sul mercato domestico che su quello internazionale incassando oltre 200 milioni di dollari.

#### Primi anni '80 e gli horror da protagonista
Sebbene sia conosciuto principalmente come attore caratterista, Spinell ha co-scritto, co-prodotto e interpretato il suo primo ruolo da protagonista come serial killer nel film del 1980 Maniac, slasher psicologico diretto da William Lustig. Nello stesso anno recitò in The Little Dragons di Curtis Hanson, in Cruising di William Friedkin, in La nona configurazione di William Peter Blatty, in Nightside di Bernard L. Kowalski, in Brubaker di Stuart Rosenberg, Delitti inutili di Brian G. Hutton ed in Una volta ho incontrato un miliardario di Jonathan Demme.
Nel 1981 Spinell ottenne un ruolo importante nell'action film di Sylvester Stallone I falchi della notte, e nel film di Richard Elfman Forbidden Zone.
Nel 1982 recitò in National Lampoon's Movie Madness, Night Shift - Turno di notte, Monsignore, e One Down, Two to Go. Nello stesso anno apparve nella commedia horror di David Winters The Last Horror Film, nuovamente al fianco di Caroline Munro. Il film venne proiettato in alcuni festival cinematografici, ottenendo delle nomination al Saturn Award, e vincendo il premio per la migliore fotografia al Festival di Sitges dove ha fatto parte della selezione ufficiale.

#### Gli ultimi anni
Nel 1983 recitò nel ruolo di un avvocato corrotto nel film poliziesco Vigilante di William Lustig. Recitò anche in Un week end da leone di Curtis Hanson, in Eureka di Nicolas Roeg,ed in The Last Fight di Fred Williamson.
Nel 1985 ha ottenuto il ruolo dell'antagonista principale nel giallo Walking the Edge, al fianco di Robert Forster.
Nel 1986 ha recitato ne The Whoopee Boys di John Byrum, in Hollywood Harry di Robert Forster, e in The Messenger di Fred Williamson. Quello stesso anno si dedicò a Maniac 2: Mr. Robbie, un cortometraggio promozionale diretto da Buddy Giovinazzo e co-scritto dallo stesso Spinell e da Joe Cirillo che si basava vagamente su un lungometraggio del 1973 intitolato "Occhio per occhio" (alias: "Lo psicopatico"). Il cortometraggio è stato prodotto da Joe Spinell per raccogliere finanziamenti per il sequel del film horror di Spinell del 1980 Maniac. Il corto è stato inserito nell'edizione pubblicata per 30º anniversario di Maniac.
Nel 1987 Spinell recita Ehi... ci stai?, ed in Deadly Illusion.
Nel 1988 troviamo Spinell nei panni di un ufficiale corrotto dell'esercito nel film Operation Warzone di David A. Prior. Il suo ultimo ruolo da protagonista sarà, sempre lo stesso anno, nel film slasher The Undertaker. Il film non è mai stato distribuito al pubblico, ma è esistito solo in forma incompleta. Nel 2010, The Undertaker è stato pubblicato in DVD da Code Red e restaurato da Vinegar Syndrome in Blu-ray nel 2016. Il film è considerato un cult, anche a causa del coinvolgimento di Joe Spinell e della sua lunga e travagliata produzione.
Nel 1989, Spinell ha interpretato un funzionario del governo degli Stati Uniti in Fuoco incrociato, diretto da David A. Prior, film che è stato il suo ultimo ruolo.

### Morte
Spinell morì il 13 gennaio 1989, all'età di 52 anni, nel suo appartamento in Greenpoint Avenue presso Sunnyside. Durante la mattina probabilmente scivolò nella doccia, procurandosi una ferita alla nuca con la porta di vetro. In seguito si addormentò sul divano del soggiorno invece di contattare un'ambulanza, morendo quindi per l'emorragia, a causa dell'emofilia di cui l'attore soffriva. Al momento della morte, Spinell stava progettando un sequel di Maniac. Fu sepolto nel Calvary Cemetery, vicino alla sua abitazione.

## Vita privata
Spinell è stato sposato con l'attrice di film per adulti Jean Jennings (1957-2011) dal febbraio del 1977 al luglio del 1979, ebbero una figlia prima del loro divorzio.
Spinell era un amico intimo di Sylvester Stallone, tanto da essere scelto come padrino del suo primogenito Sage Stallone. Spinell ha litigato con Sylvester Stallone durante le riprese di I falchi della notte (1981) che rimane la loro ultima collaborazione.

## Filmografia parziale
- Il padrino (The Godfather), regia di Francis Ford Coppola (1972)
- Se ci provi... io ci sto! (Cops and Robbers), regia di Aram Avakian (1973)
- Squadra speciale (The Seven-Ups), regia di Philip D'Antoni (1973)
- Il padrino - Parte II (The Godfather: Part II), regia Francis Ford Coppola (1974)
- Marlowe, il poliziotto privato (Farewell, My Lovely), regia di Dick Richards (1975)
- Scandalo al ranch (Rancho Deluxe), regia di Frank Perry (1975)
- Stop a Greenwich Village (Next Stop, Greenwich Village), regia di Paul Mazursky (1976)
- Taxi Driver, regia di Martin Scorsese (1976)
- Il gigante della strada (Stay Hungry), regia di Bob Rafelson (1976)
- Rocky, regia di John Avildsen (1976)
- Il salario della paura (Sorcerer), regia di William Friedkin (1977)
- Taverna Paradiso (Paradise Alley), regia di Sylvester Stallone (1978)
- Scontri stellari oltre la terza dimensione (Starcrash), regia di Luigi Cozzi (1978)
- Un mercoledì da leoni (Big Wednesday), regia di John Milius (1978)
- The One Man Jury, regia di Charles Martin (1978)
- Rocky II, regia di Sylvester Stallone (1979)
- Rebus per un assassinio (Winter Kills), regia di William Richert (1979)
- Brubaker, regia di Stuart Rosenberg (1980)
- Cruising, regia di William Friedkin (1980)
- Maniac, regia di William Lustig (1980)
- Delitti inutili (The First Deadly Sin), regia di Brian G. Hutton (1980)
- I falchi della notte (Nighthawks), regia di Bruce Malmuth (1981)
- Night Shift - Turno di notte (Night Shift), regia di Ron Howard (1982)
- Vigilante, regia di William Lustig (1983)
- Un week end da leone (Losin' It), regia di Curtis Hanson (1983)
- Una vedova allegra... ma non troppo (Married to the Mob), regia di Jonathan Demme (1988)
- The Undertaker, regia di Franco Steffanino (1988)
- Fuoco incrociato (Rapid Fire), regia di David A. Prior (1989)

## Doppiatori italiani
Nelle versioni in italiano delle opere in cui ha recitato, Joe Spinell è stato doppiato da:
- Michele Gammino in Un autentico campione, Il gigante della strada, Taxi Driver
- Renato Mori in Taverna Paradiso, I falchi della notte
- Bruno Alessandro in Rocky
- Sandro Iovino in Rocky II
- Gigi Reder ne Il padrino - parte II
- Eugenio Marinelli in Marlowe, il poliziotto privato
- Glauco Onorato in Scontri stellari oltre la terza dimensione
- Franco Agostini in Cruising
- Antonio Palumbo ne Il padrino - Parte II (ridoppiaggio)